# Yang-Stil
Der Yang-Stil (chinesisch 楊式 / 杨式, Pinyin Yángshì oder 楊氏 / 杨氏,  Yángshì bzw. 楊家 / 杨家,  Yángjiā) der chinesischen Kampfkunst Taijiquan ist der zweitälteste der fünf „Familienstile“. Der Yang-Stil in seinen verschiedenen Ausprägungen ist der weltweit verbreitetste Stil. Der Name bezieht sich auf die Familie Yang oder Yeung a, die diesen Stil über Generationen entwickelt hat. Yang-Stil Taijiquan zeichnet sich durch besonders weiche und gleichmäßig fließende Bewegungen aus.

## Geschichte der Familie Yang
Der Begründer des Yang-Stils, Yang Luchan (chinesisch 楊露禪, Pinyin Yáng Lùchán, W.-G. Yang Lu-ch’an, 1799–1872), lernte Taijiquan von Chen Changxing (陳長興,  Chén Zhǎngxìng,  Ch’en Chang-hsing; * 1771; † 1853) in Chenjiagou (陳家溝). Einige seiner Schüler wurden zu den Gründern anderer Familienstile.
Nach der mündlichen Tradition der Yang-Familie hat Chen Changxing seine Kunst von einem Fremden, Jiang Fa (蔣法,  Jiǎng Fǎ,  Chiang Fa), einem Tofumacher aus Xi’an (Shaanxi), gelernt, der dafür zwei Jahre lang in Chenjiagou blieb. Jiang Fa's Traditionslinie soll bis zu Zhang Sanfeng (張三豐,  Zhāng Sānfēng,  Chang San-Feng) zurückreichen.

### Zweite Generation
Yang Lu-chan hatte drei Söhne; der erste verstarb früh, die beiden anderen, die bereits als Kinder eine sehr intensive Taijiquan-Ausbildung bei ihrem Vater bekommen hatten, wurden auch berühmte Meister:
- Yang Pan-hou (楊班侯,  Yáng Bānhóu,  Yang Pan-hou; * 1837; † 1892)

- Yang Chien-hou (楊健侯,  Yáng Jiànhóu,  Yang Chien-hou; * 1839; † 1917)

Bekannt als die „Yang-Brüder“ waren sie für ihre Fähigkeiten in ganz China berühmt und wurden – genau wie ihr Vater – voll Ehrerbietung „Unbesiegbarer Yang“ genannt. Man sagt, Yang Banhou sei temperamentvoll gewesen, Yang Chienhou dafür von ruhigem, sanftem Charakter. Als der Ältere erhielt Yang Pan-hou die Position seines Vaters am kaiserlichen Hof.
In dieser Generation sind verschiedene Formen bekannt:
Schnelle, langsame, mit großen oder kleinen Bewegungen (großer/kleiner Rahmen). Außerdem verschiedene Höhen der Ausführung: hoch (Kranich), mittel (Tiger), niedrig (Schlange). In der niedrigen Version konnte die ganze Form unter einem Tisch ausgeführt werden.
Yang Luchan hatte 3 Schüler in der kaiserlichen Leibgarde, denen man großes Können nachsagt: Wan Chun (萬春), Chan Ling (凌山) und Wu Quanyou (吳全佑). Da Yang Luchan andere Schüler mit hohen militärischen Rängen hatte, mussten diese 3 Schüler seines Sohnes, Pan-hou, werden. Ob sie offiziell als Meisterschüler gelten, ist nicht bekannt.

### Dritte Generation
Über Yang Pan Hou's Sohn Zhao Peng (* 1872; † 1930) ist wenig bekannt. Yang Chienhou hatte drei Söhne, zwei davon wurden berühmte Tai Chi Chuan Meister:
- Yang Shao-hou (楊少侯,  Yáng Shǎohóu,  Yang Shou-hou) (* 1862; † 1930) trainierte auch viel mit seinem Onkel Pan-hou.

- Sein Bruder Yang Chengfu (楊澄甫,  Yáng Chéngfǔ,  Yang Ch’eng-fu) (* 1883; † 1936) begann erst als junger Erwachsener ernsthaft zu trainieren, was er später durch ein extremes Trainingspensum nachzuholen suchte. Yang Chengfu hat den Yang-Stil durch seine öffentliche Unterrichtstätigkeit in China bekannt gemacht und verbreitet. Seine Form ist durch langsame, fließende und sanfte Bewegungen geprägt. Manche sagen, er habe den Yang-Stil in seiner heutigen Form standardisiert und die schnellen Bewegungen aus der Form entfernt. Andere sind der Ansicht, dass er sich letztendlich lediglich für eine der in der Yang-Familie geübten Varianten der Taijiquan Form entschieden hat.

- Wu Quanyou (吳全佑), der Begründer des „neuen Wu-Stils“. Eigentlich ein Schüler von Yang-Luchan, wurde er offiziell Meisterschüler von Yang Pan Hou.

- Tian Zhaolin (* 1891: † 1960), Schüler von Yang Chien-hou, Trainingspartner von Yang Shao-hou[1].

### Vierte Generation
Yang Cheng-fu hatte drei Söhne:
- Yang Shou-chung (楊守中,  Yáng Shǒuzhōng,  Yang Shou-chung; * 1910; † 1985) (persönlicher Name: Yang Zhenming (楊振銘,  Yáng Zhènmíng,  Yang Chen-ming)) begann mit acht Jahren eine intensive Ausbildung bei seinem Vater und seinem Onkel. Es wird berichtet, dass er täglich 30 mal die Form machen musste, was zwischen sieben und acht Stunden in Anspruch nahm. Mit 14 Jahren hatte er das umfangreiche Übungssystem seiner Familie erlernt. Er begleitete seinen Vater auf seinen Unterrichtsreisen und assistierte ihm. Mit 18 Jahren war er bereits Meister, bekam aber weiter Unterricht von seinem Vater und Onkel bis zu deren Tod. 1949 floh er nach Hongkong, wo er bis zu seinem Lebensende unterrichtete.

- Yang Zhenji (* 1921; † 2007)

- Yang Zhendou (* 1926; † 2020) wurde bis zum Alter von 10 Jahren von seinem Vater unterrichtet. Nach dessen Tod lernte er von Schülern seines Vaters, die außerhalb der Familie standen. Er war viele Jahre das offizielle Oberhaupt dieses Zweiges der Familie und half weltweit Yang Family Tai Chi Center aufzubauen, um den Yang-Stil in der Welt zu verbreiten. 1998 gründete er zusammen mit seinem Enkel Yang Jun die International Yang Style Tai Chi Chuan Association.[2]

Yang Cheng-fu hatte laut Yang Shou Chung 5 Meisterschüler, leider sind die überlieferten Namen nicht eindeutig, daher kann man sich nur bei den ersten beiden sicher sein:
- Chen Wei-ming (* 1881; † 1958), 1. Meisterschüler
- Tung Ying-chieh (* 1898; † 1961)[1]
- Niu Chunming (* 1881; † 1961)
- Chen Yua Po
- Li Yaxuan (李雅轩; * 1894; † 1976)
- Cui Shiyi
- Fu Zhongwen (* 1903; † 1994)

### Fünfte Generation
Yang Cheng-fu's ältester Sohn Yang Shou-chung (Yang Zhenming) hatte 3 Töchter, Tai-yee, Ma-lee und Yee-li, aber keine Söhne, Yang Ma-lee betreibt noch heute in Hongkong eine Schule für Taijiquan
Darüber hinaus hat Yang Shou-chung 3 Meisterschüler ausgebildet.
1. Ip Tai Tak (葉大德,  Yè Dàdé; * 1929; † 2004 in Hongkong) unterrichtete Yang-Stil Taijiquan ebenfalls in Hongkong.
2. Chu Gin-soon (朱振順,  Zhū Zhènshùn) gründete 1969 in Boston, USA mit Erlaubnis von Yang Zhenming den Gin Soon Tai Chi Club, um das Yang-Stil Taijiquan in Nordamerika zu verbreiten.
3. Chu King-Hung (朱景雄,  Zhū Jǐngxióng; * 1945 in Guangzhou, Republik China) gründete in den 1970er Jahren gemeinsam mit Yang Zhenming die International Tai Chi Chuan Association, um den Yang-Stil in Europa zu verbreiten.

### Sechste Generation
Meisterschüler von Ip Tai Tak:
1. John Ding (Ding Teah Chean; * 1951)[4] gründete zur Verbreitung des traditionellen Yang-Stils die JDIATCC, die „John Ding International Academy of Tai Chi Chuan“, die heutige Master Ding Academy.[5]
2. Robert Boyd[6] gründete das Bao Tak Fai Tai Chi Institute für die Verbreitung von Ip's Snakestyle, dem laut Boyd geheimen Kampf-Stil der Yang-Familie, im Westen.

Chu Gin-Soon:
1. Vincent Chu[7] (Sohn)
2. John Conroy[8] (1. Meisterschüler)
3. H. Won Gim (Kim Hyo-Won) unterrichtet in New York City[9] (2. Meisterschüler)

Meisterschüler von Chu King Hung:
1. Paul Woofon (Frankreich, Grenoble)
2. Andreas Heyden (Deutschland, Rheinland, 2001)
3. Richard Sämmer (Südwesten Deutschlands)
4. Werner Broch (Südwesten Deutschlands, 2002)
5. Kathrin Rutishauser (Schweiz, 2002)
6. Guido Ernst (Schweiz, 2002)
7. Martin Klett (Niederlande, 2003)
8. Denis Marquès (Frankreich, Region Paris)
9. Alex Chénière (Frankreich, Region Paris)
10. François Loutrel (Südfrankreich, 2004)
11. Philippe Zambotto (Frankreich, Region Paris)
12. Louis Mortelecque (Nordfrankreich)
13. Gertraud Wartner (Österreich, 2004)
14. Ishu Rasel (Deutschland, 2004)
15. Safi Schubert (Deutschland, 2004)
16. Brigitte Fleckenstein (Deutschland)
17. Carlo Lopez (Italien, 2004)
18. Dario Milana (Italien, 2004)
19. Jochen Albermann (Deutschland, 2005)
20. Anke Bronner (Deutschland, 2006)
21. Philippe Suré (Frankreich, Lyon)
22. Leonardo Castelli (Italien)
23. Mika Määttänen (Finnland, 2017)

## Entwicklungen außerhalb der Familie
Der Tradition der chinesischen Kampfkünste (Wushu) folgend, wurde die Kunst des Taijiquan nur an die männlichen Nachkommen innerhalb der eigenen Familie weitergegeben. Damit sollte verhindert werden, dass eine Kampfkunst mit destruktivem Potential aus dem Einflussbereich der eigenen Familie und damit außer Kontrolle gerät. Zu Lebzeiten Yang Luchans gab es in China über hundert verschiedene Kampfkünste, und es gab unter diesen nur wenige, die nicht strengster Geheimhaltung unterlagen. Yang Luchans Position als Lehrer des Kaisers und der Prinzen (die überdies Mandschus waren) sowie als oberster Ausbilder der kaiserliche Leibgarde stand in Konflikt mit dieser Tradition.
Es wird gesagt, dass er und seine Nachkommen zwar Formen und Anwendungen mit ihren Schülern trainierten, aber viele Geheimnisse zurückhielten: Sie gaben die nur unter großer Mühe erlernbaren inneren Bewegungsprinzipien nicht weiter. Nur sehr wenige Schüler von Meistern der Yang-Familie erlangten den Status eines Meisterschülers, der garantierte, dass sie den Stil so lernten, wie er auch in der Familie weitergegeben wurde.
Der große Unterschied in der Art der Ausführung der Yang-Stile und verwandter Familienstile liegt aber auch in der Didaktik begründet: dem Schüler wird das beigebracht, was in seinem aktuellen Entwicklungsstadium förderlich ist, auch wenn diese Praktik zu einem späteren Zeitpunkt wieder aufgegeben werden muss. Bedenkt man, dass das vollständige Erlernen des Stils einige Jahrzehnte in Anspruch nehmen kann und viele eine wesentlich kürzere Ausbildung erhalten hatten, sind die Unterschiede nicht verwunderlich.

### Anstöße zur Gründung anderer Familien-Stile
- Yang Luchan bildete Wu Yuxiang (W.-G. Wu Yuhsiang) (1813–1880) aus, der später zum Begründer des Wu/Hao-Stils (auch: alter Wu-Stil) wurde. Der Familie Wu gehörte das Haus in Yongnian, in dem die Chen-Familie die Apotheke betrieb, in der Yang Luchan in jungen Jahren arbeitete. Nachdem Wu Yuxiang eine Weile von Yang Luchan gelernt hatte, wollte er sein Wissen bei Chen Chang Hsing (Chen Changxing) vertiefen, lernte dann aber stattdessen zwei Monate bei Chen Qingping in Zhaobao.

- Quanyou (W.-G. Ch'uan-yü) (1834–1902), ein Kavallerieoffizier der kaiserlichen Hofgarde, lernte zunächst bei Yang Luchan in dessen Position als oberster Ausbilder der kaiserlichen Leibgarde wurde aber offiziell Yang Banhou's Schüler oder Meisterschüler. Quanyou gründete später den Wu-Stil (neuer Wu-Stil).

- Sun Lu Tang, ein Xingyichuan- und Baguazhang-Meister, lernt den Wu/Hao Stil und kreiert den Sun-Stil, eine Mischung aus Taijiquan, Xingyichuan und Baguazhang.

Manche Varianten des Yang-Stils tragen inzwischen andere Namen, nach der Familie, in der sie weitergegeben werden, so ist zum Beispiel der Tung-Stil nach Tung Ying Chieh benannt, der Fu-Stil nach Fu Zhongwen und der Ip-Stil nach Ip Tai Tak. Auch die beiden Wu-Stile sind auf diese Weise entstanden und stellten wahrscheinlich nicht einen Versuch dar, etwas Neues zu kreieren. Allerdings unterscheiden sie sich inzwischen stark vom Yang-Familienstil.

### Verbreitung des Yang-Stils außerhalb der Familie
Die Verbreitung des Yang-Stil Taijiquan ging vor allem von den Schülern von Yang Chengfu aus. Allerdings tauchen immer mehr Traditionslinien auf, die sich auf ein anderes Familienmitglied der Yangs berufen.
- Yang Cheng Fu's Meisterschüler Chen Wei-ming (陳微明,  Chén Wēimíng,  Ch'en Wei-ming) veröffentlichte einige Bücher über das Yang-Stil Taijiquan.

- Der in der westlichen Welt bekannteste und zugleich umstrittenste Schüler von Yang Chengfu ist vermutlich Zheng Manqing (鄭曼青,  Cheng Man-ch'ing, 1901–1975). Dieser entwickelte eine kurze, vereinfachte Form und emigrierte über Taiwan in die USA. Wenngleich die von Zheng Manqing vorgenommenen Veränderungen von den meisten anderen Schulen kontrovers diskutiert und von der Yang-Familie nicht anerkannt werden, gilt Zheng Manqing als der erste, der Taijiquan in der westlichen Welt verbreitet hat.

- In der Volksrepublik China wurde vom chinesischen Sport-Komitee 1956 die sogenannte Peking-Form erschaffen, als Übungssystem für die Massen wurde es in der Volksrepublik von der Regierung stark propagiert.

## Waffen
Die im Yang-Stil gebräuchlichen Waffen sind
- das Schwert (dem Element Wasser zugeordnet)
- der Säbel (dem Element Feuer zugeordnet)
- der Langstock und Speer (dem Element Holz bzw. Metall zugeordnet)

Yang Luchan war berühmt für seinen meisterlichen Umgang mit dem Langstock.

## Partnerübungen
- Tuishou (englisch pushing hands, lit. „schiebende Hände“ oder sinngemäß: „hörende Hände“). Davon gibt es verschiedene Variationen: einhändig, beidhändig, mit und ohne Schritte, small circle
- Dalü („Großes Ziehen“), Dalü-Form (komplexere Abfolge als Dalü)
- „Kampfformen“ (der Form sowie der Waffenformen): spezielles Formtraining mit Kontakt, Sanshou, „Stil der freien Hände“